# Masonova–Dixonova linie

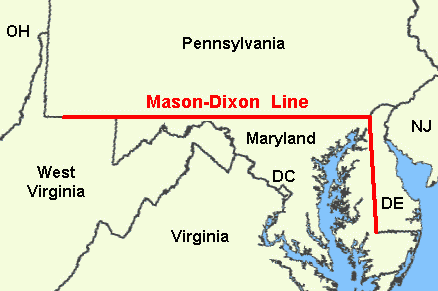
Mapa původní Masonovy – Dixonovy linie

Masonova–Dixonova linie, je demarkační linie, kterou v letech 1763 až 1767 vyměřili astronom Charles Mason a topograf Jeremiah Dixon. Jejich topografické vyměřování bylo výsledkem urovnání hraničnímu sporu mezi státy Maryland, Pensylvánie a Delaware v koloniální Americe. V dnešní době demarkační čára tvoří hranice mezi čtyřmi americkými státy: Pensylvánií, Marylandem, Delaware a Západní Virginií. Před tím, než byl uzavřen Missourský kompromis, tak část demarkační linie na západ od Delaware oddělovala svobodné státy na Severu od jižních, otrokářských, států. V přeneseném významu se tento výraz používá i dnes – představuje hranici, která odděluje americký sever a jih jak politicky, tak i společensky.

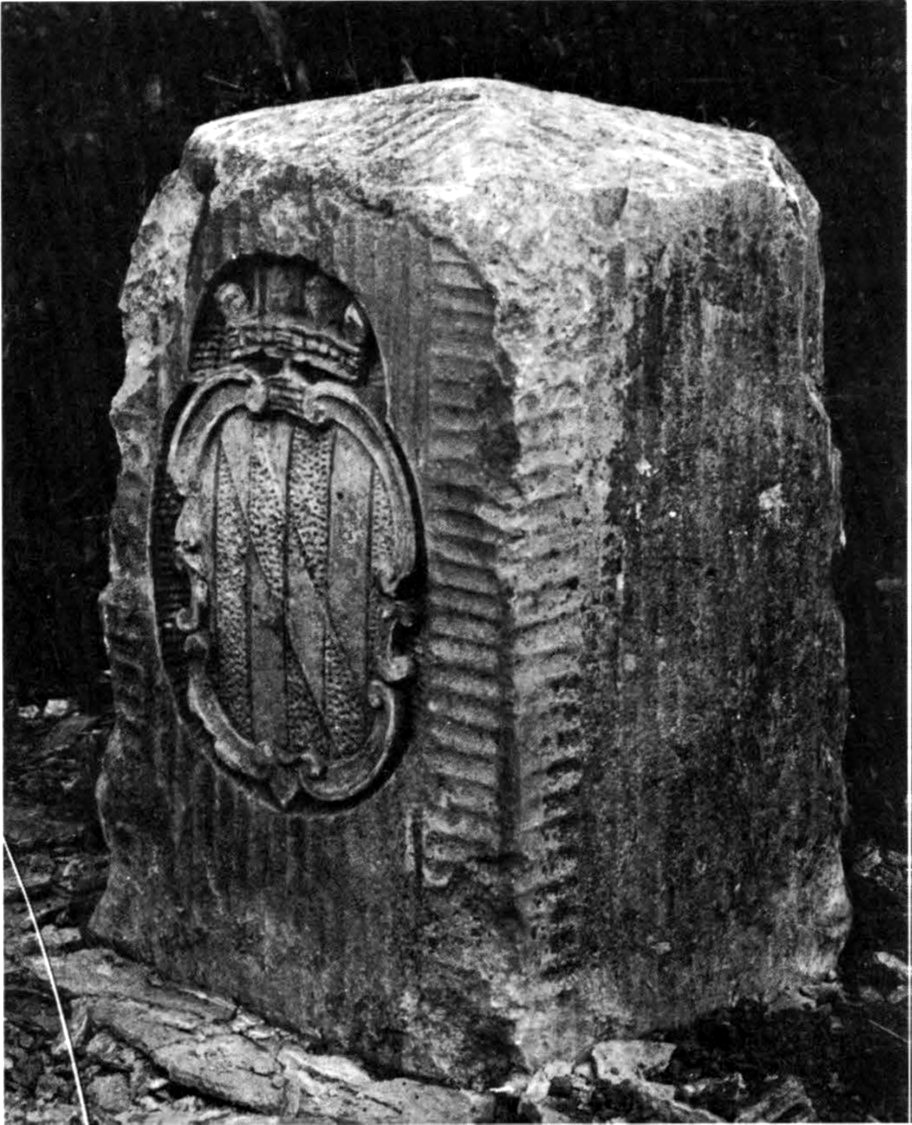
Hraniční kámen „crownstone“ na linii Mason – Dixon zobrazující erb rodiny Calvertů z Marylandu. Na druhé straně je erb Williama Penna

Části Masonovy–Dixonovy linie:
Oblouk kružnice – vyznačeno červeně
Tečna – vyznačeno žlutě
Severní linie – vyznačeno černě

## Historie
Územní spor vyvstal v 80. létech 17. století, kdy si dvě kolonie, Maryland a Pensylvánie, nárokovaly stejná území mezi 39°s. š a 40° s. š. V roce 1732 se dohodly na hranici tvořené rovnoběžkou 15 mil jižně od Philadelphie. Účastníci dohody souhlasili s tím, že pověří anglický tým vedený Charlesem Masonem a Jeremiahem Dixonem, aby prozkoumali nově stanovené hranice mezi provinciemi Pensylvánie a Maryland a mezi Delawarskou kolonií.
Hraniční znaky na Masonově – Dixonově linii byly umístěny po mílích a milníky s korunkami („crownstones“) byly umístěny každých pět mil. Hraniční znaky byly označeny písmenem „(M)“ na straně Marylandu a písmenem „(P)“ na straně Delawaru a Pensylvánie. Na milnících s korunkami byly místo pismen vytesány rodinné erby zakladatelských rodin reprezentujících hraničící provincie.

## Geografie

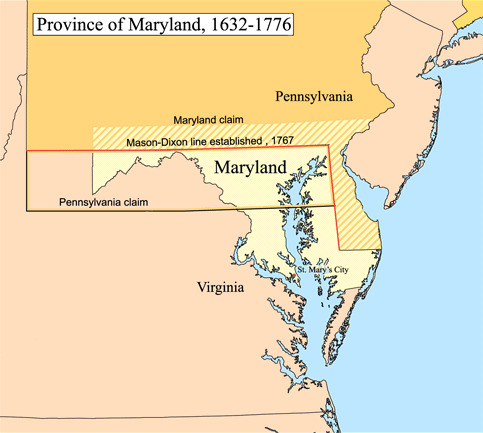
Provincie Maryland, 1632–1776

Spor byl pokojně vyřešen v roce 1767, když byla hranice stanovena takto:
- Mezi Pensylvánií a Marylandem:
  - 15 mil dlouhá vodorovná linie jižně od tehdy nejjižnějšího bodu ve Philadelphii, měřeno přibližně na 39° 43′ s. š..
- Mezi Delawarem a Marylandem:
  1. Úsek tvořený již existujíci linií vedoucí napříč poloostrovem Delmarva směrem od Atlantského oceánu k zálivu Chesapeake. Představíme-li si vzdálenost mezi Atlantským oceánem a zálivem jako úsečku, tak hranici tvoří úsek mezi Atlantským oceánem a středem úsečky.
  2. „Oblouk kružnice“ o poloměru 12 mil (Twelve-Mile Circle) v okolí města New Castle v Delaware
  3. „Tečna“ (Tangent Line) – linie spojující úsek č.1 se západní stranou oblouku č.2.
  4. „Severní linie“ (North Line) – vedoucí ve směru poledníku od tečného bodu k hranicím Marylandu a Pensylvánie
  5. Pokud by nějaké území ležící ve výše zmíněném kruhu spadalo do oblasti západně od Severní linie, zůstalo by toto území součástí Delawaru. (Ve skutečnosti tomu tak bylo a tuto hranici tvoří část kružnice.)

### V populární kultuře
V populární kultuře (zejména v populární hudbě) je mnoho odkazů na Masonovu-Dixonovu linii. Například Johnny Cash zmiňuje Masonovu-Dixonovu linii v písničce „Hey, Porter“ z roku 1955 ve slovech: How much longer will it be until we cross that Mason-Dixon line?